# 特爾特謝什蒂鄉
44°35′N 25°49′E / 44.583°N 25.817°E
特爾特謝什蒂鄉（羅馬尼亞語：Comuna Tărtășești, Dâmbovița），是羅馬尼亞的鄉份，位於該國南部，由登博維察縣負責管轄，處於布加勒斯特西北面28公里，每年平均降雨量1,001毫米，海拔高度116米，2007年人口4,994。